# Begonia novalombardiensis
Espèce
Begonia novalombardiensis est une espèce de plantes de la famille des Begoniaceae.
Elle a été décrite en 2006 par Ludovic Jean Charles Kollmann (1965-).